# Miura (automóveis)
Miura é uma marca de automóveis esportivos brasileira criada por Aldo Besson e Itelmar Gobbi, donos da Aldo Auto Capas, fundaram a Miura em 1976 após o fechamento do mercado brasileiro para veículos importados.
Focou sua produção em modelos esportivos, geralmente dotados de mecânica Volkswagen, montados sob chassi tubular e carrocerias em fibra de vidro com desenhos próprios. Foi pioneira na apresentação do sistema de Freios ABS, em 1990.
Recebeu encomendas até 1997, quando parou de vender a picape BG Truck. Anos mais tarde, em 2007 a marca Miura foi adquirida da massa falida de Besson, Gobbi S/A pela empresa Rangel & Lima Indústria de Veículos Ltda, que anunciou dois novos modelos, o Miura M1 e o Miura M2, porém sem obter êxito na proposta.

## História
A Miura começou no final de 1976, foi fundada por Aldo Besson e Itelmar Gobbi em Porto Alegre, no Rio Grande do Sul. Seus fundadores eram donos de uma grande empresa de tapeçaria, a Aldo Auto Capas. Junto eles criaram um protótipo, seguindo o que a marca Puma fazia desde os anos de 1960, de fibra de vidro com uma carroceria Volkswagen. O nome da marca veio de um modelo da Lamborghini, o Miura.
O primeiro carro, que depois foi batizado de Miura Sport, era um veículo bem arrojado e com os maiores luxos para os carros de seu tempo, contendo ar-condicionado, rádio AM/FM entre outras coisas, foi fabricado em série nas cores vermelha, amarela, prata, branco e verde-escuro. O sucesso foi imediato e antes mesmo da produção em série ser iniciada já haviam mais de 100 pedidos por um modelo. Esse modelo foi fabricado até 1979.

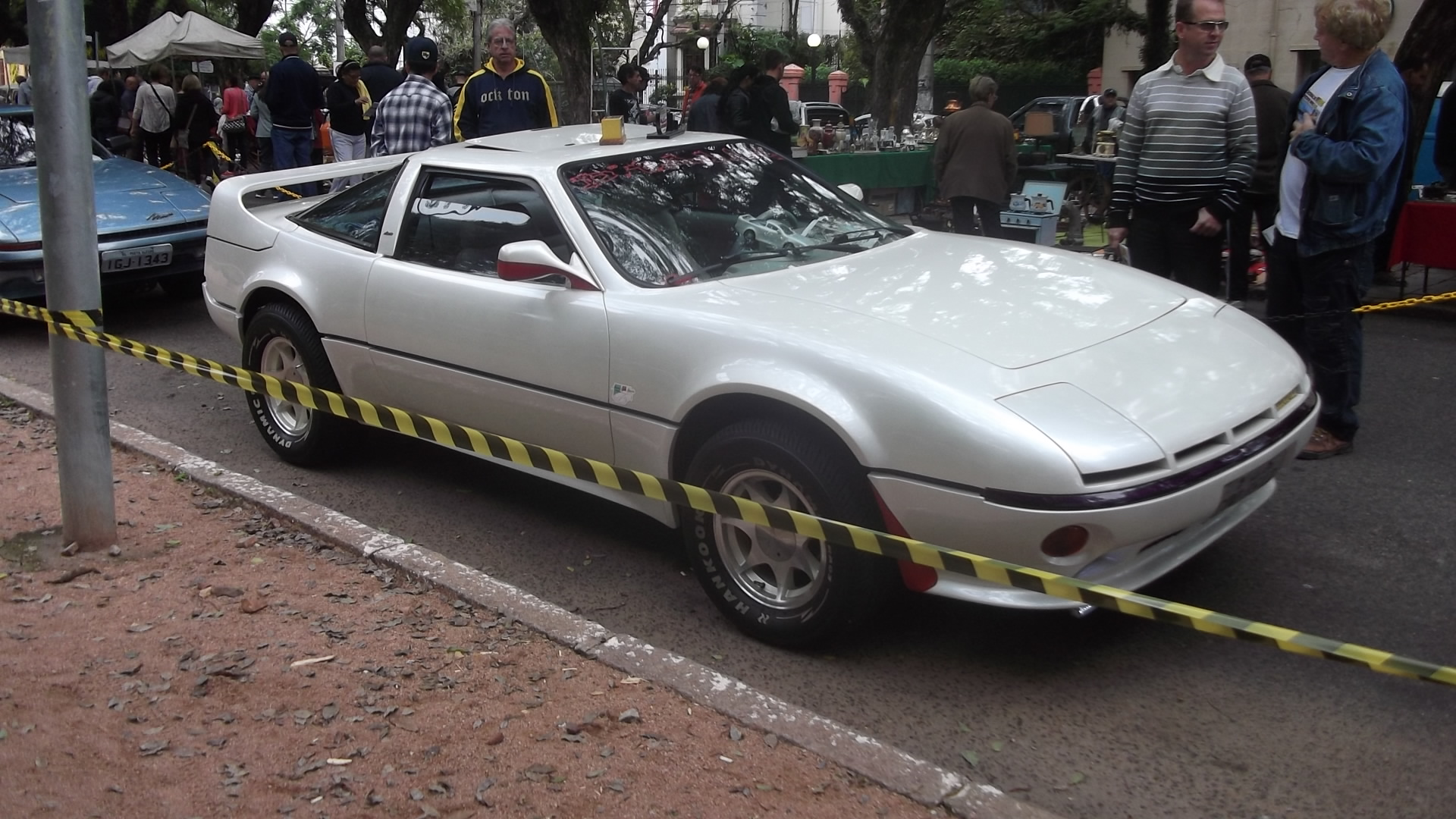
Miura Top Sport.

No ano seguinte, em 1980, a Miura apresentou seus mais novos projetos, o Sport II que era bem semelhante ao seu antecessor, apresentando apenas algumas melhorias e junto com ele o MTS (Miura Touring Sport) que seria lançado em 1981, mas que foi rebatizado em 1982 como Targa, sendo o primeiro veículo da Miura a adotar um motor MD-270 1600 e ter tração dianteira, sendo um carro revolucionário para a marca.
A partir do Targa, nos anos seguintes surgiram suas versões conversíveis e com apenas algumas mudanças além desta, assim surgiram os modelos Spider e Kabrio, carros muito mais simples e mais acessíveis.

Em 1984, foi lançado o Saga, um dos automóveis mais luxuosos da marca, que tinha uma mecânica semelhante a de um Passat TS e com um motor AP 800 com 5 marchas, o que elevou o preço dos veículos da Miura, além disso ele tinha direito a TV embutida no painel, bancos de couro, computador de bordo, frigobar entre outros. Dois anos depois de seu lançamento veio o 787, uma versão melhorada e mais esportiva do antecessor Saga, onde começou a ser utilizado o motor VW AP 1800.

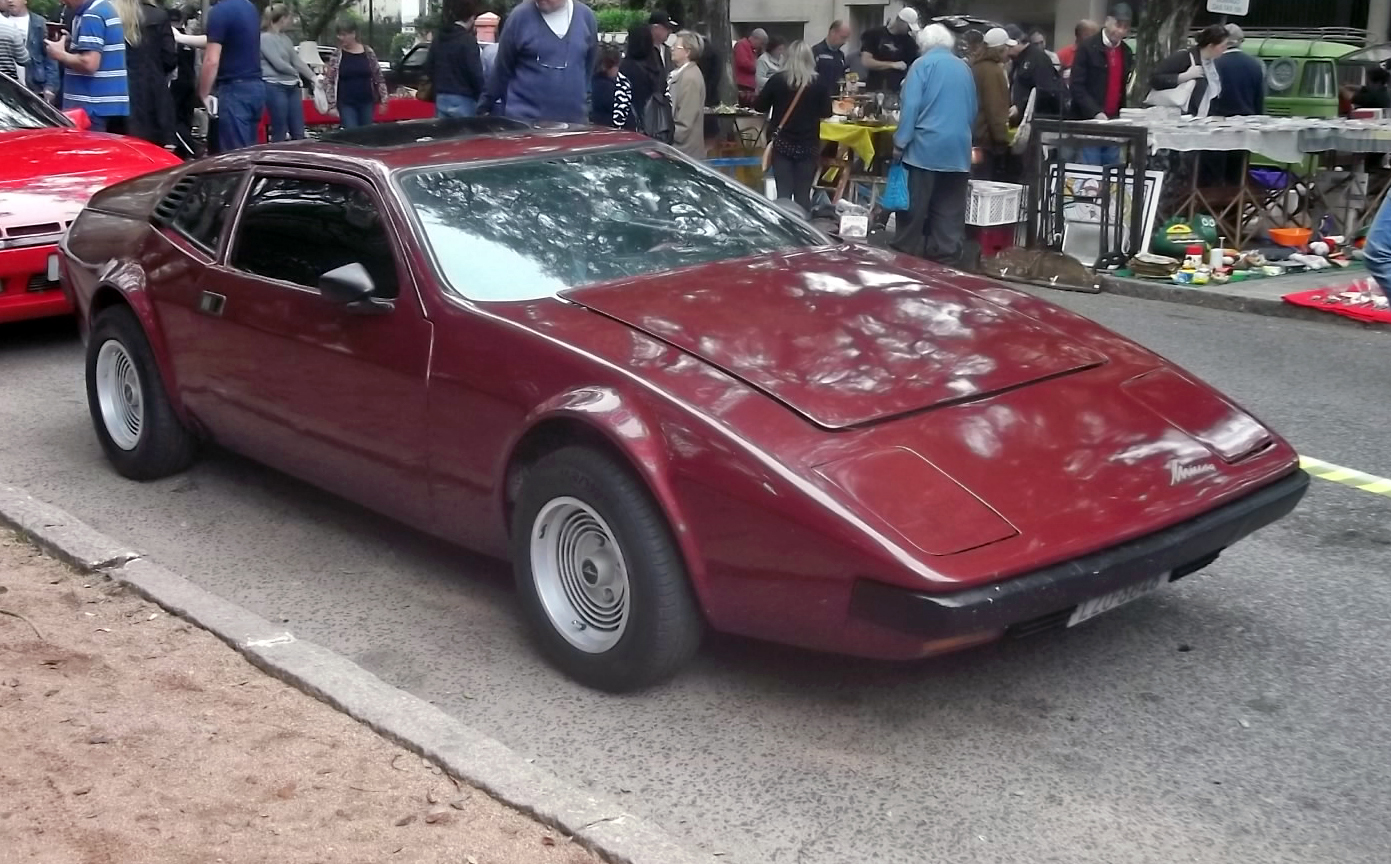
Miura Sport

Já em 1987 foi lançado o X8, um sucesso de vendas da marca que era extremamente tecnológico, tendo sensor crepuscular e sintetizador de voz no computador de bordo, onde o o motorista era notificado sobre as condições do veículo. Em 1988 e 1989 dois grandes lançamentos aconteceram, foram lançados o Saga II que trazia algumas melhorias em relação ao seu antecessor e o Top Sport, esse último uma versão mais arredondada do X8, mas com melhorias consideráveis, trazendo um motor VW AP 2000, câmbio automático opcional e foi o primeiro carro brasileiro a ter freios ABS.
No final de sua primeira fase, antes de parar de fabricar carros no início dos anos 90, a Miura lançou o X11, um fracasso de vendas que prejudicou muito a empresa, já que ele não tinha melhorias em relação ao Top Sport e pela reabertura das importações de carros esportivos, onde grande parte do público preferiu comprar carros estrangeiros.
Ao longo de 15 anos a Miura fabricou cerca de 3500 carros e teve que encerrar sua linha de produção em série no ano de 1992, seguiu até 1997 fabricando carrocerias de luxo fabricadas sob encomenda, nesse meio tempo surgiu seu último veículo, o BG Truck.

### Um possível ressurgimento
No ano de 2007 a empresa Rangel & Lima Indústria de Veículos Ltda conseguiu os direitos da marca Miura e está planejando há alguns anos o lançamento dos modelos Miura M1 que possui um motor 2.0 TSI e Miura M2, seu lançamento estava previsto para 2019, mas foi adiado por conta da Pandemia da Covid-19 para 2020, onde também não foi lançado e ainda está indefinido seu lançamento.

## Modelos / Ano de Fabricação
- Sport (1977 a 1979)
- Sport II (1980 a 1983)
- MTS (1981 a 1983)
- Targa (1982 a 1988)
- Spider (1983 a 1988)
- Kabrio (1984 a 1985)
- Saga (1984 a 1988)
- 787 (1986 a 1990)
- X8 (1987 a 1990)
- Saga II (1988 a 1992)
- Top Sport (1989 a 1992)
- X11 (1990 a 1992)
- BG-Truck CD (1993 a 1997)
- Miura M1 (2019 - atualmente)
- Miura M2 (Indefinido)

## Leituras adicionais
- Revista Quatro Rodas - Janeiro de 1986 - Edição 306
- Revista Quatro Rodas - Junho de 1977 - Edição 203
- Revista Quatro Rodas - Março de 1979 - Edição 224
- Revista Quatro Rodas - Dezembro de 1983 - Edição 281
- Revista Auto Esporte, Nº 269, 1987: Miura 787